# Marienkirche (Bergen)

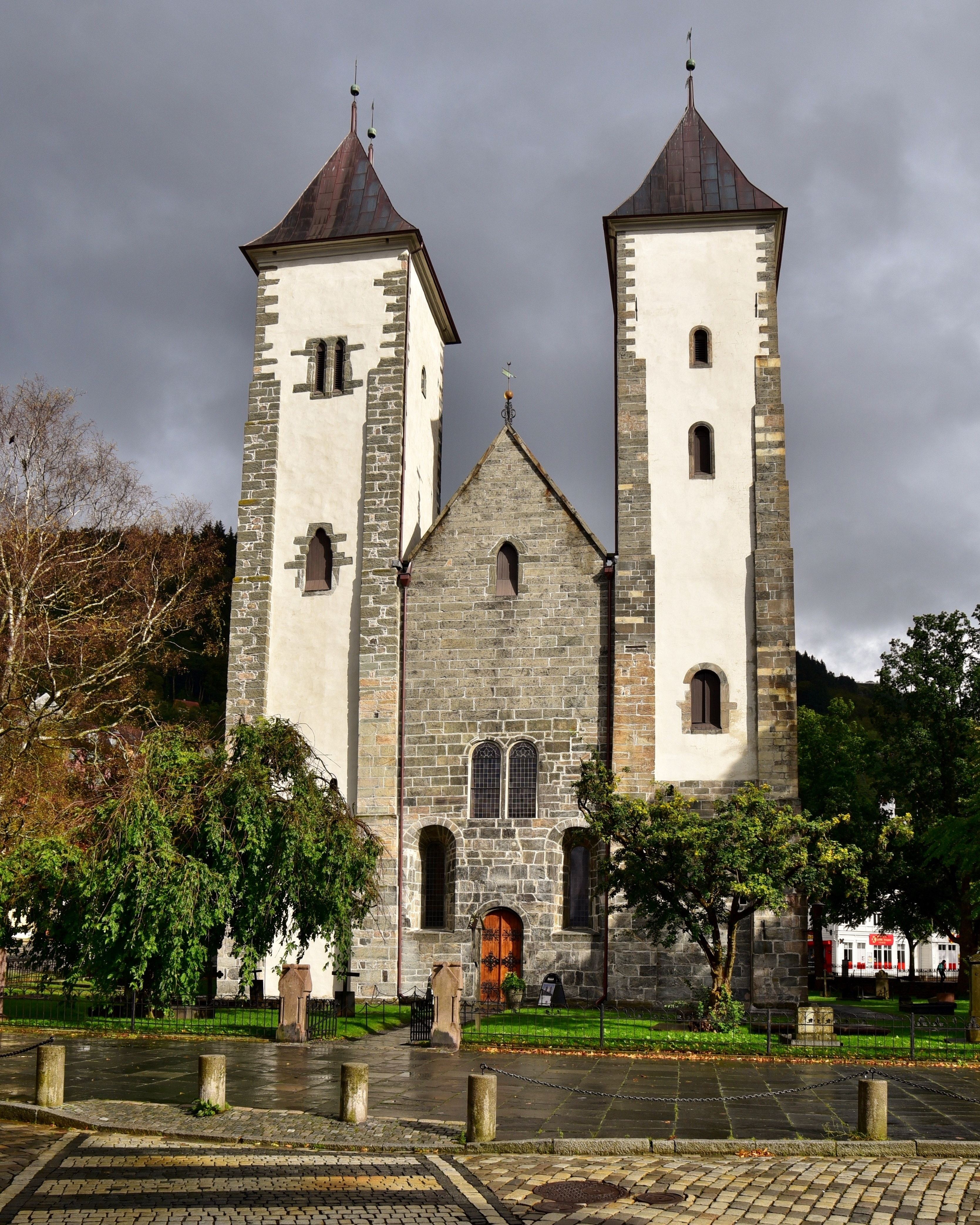
Marienkirche in Bergen, 2020

Die Marienkirche, früher auch Deutsche Kirche, in Bergen in Norwegen ist eine romanische Basilika aus dem 12. Jahrhundert.

## Geografische Lage
Die Marienkirche liegt nördlich von Bryggen, dem ehemaligen Kontor der Hanse in Bergen, Weltkulturerbe der UNESCO, ohne jedoch selbst Bestandteil des Welterbes zu sein.

## Geschichte
Die Kirche wurde zwischen 1130 und 1170 erbaut. Die Auftraggeber sind unbekannt. Stilistisch sind Einflüsse aus England und Norditalien zu erkennen. Die Kirche ist nicht sehr groß, aber eingewölbt, was sehr kostspielig war. Die Auftraggeber waren also recht vermögend. Dies und ihre räumliche Nähe zu Bryggen legen nahe, dass auch schon hinter dem ursprünglichen Bau finanzkräftige Kaufleute standen.
1198 und 1248 wurde die Kirche durch Brände beschädigt, unmittelbar danach aber immer wieder aufgebaut.
Im Mittelalter war die Marienkirche die Hauptkirche der Bürgerschaft von Bergen. 1408 wurde sie offiziell die Kirche der hansischen Kaufleute in Bryggen, was bis 1766 so blieb. Entsprechend lag in dieser Zeit das Eigentum am Kirchengebäude beim Kontor der Hanse. Ab 1548 hatte die Lübecker Korporation der Bergenfahrer das Kirchenpatronat inne. Die Pastoren wurden zunächst in Lübeck berufen und dort durch Eintrag in das Lübecker Konkordienbuch auf das lutherische Bekenntnis und die Confessio Augustana verpflichtet. Predigten wurden bis 1868 auf Deutsch gehalten. Erst 1874 wurde der Sonderstatus der Kirche aufgehoben und sie voll umfänglich in die Norwegische Kirche eingegliedert. Heute gehört die Kirche zur Domgemeinde von Bergen.
Die letzten Restaurierungen am Gebäude fanden in den 1860er Jahren und zwischen 2010 und 2015 statt. Bei der Restaurierung von 1860 wurden viele Veränderungen beseitigt, die die Kirche seit dem Mittelalter erfahren hatte.

## Gebäude

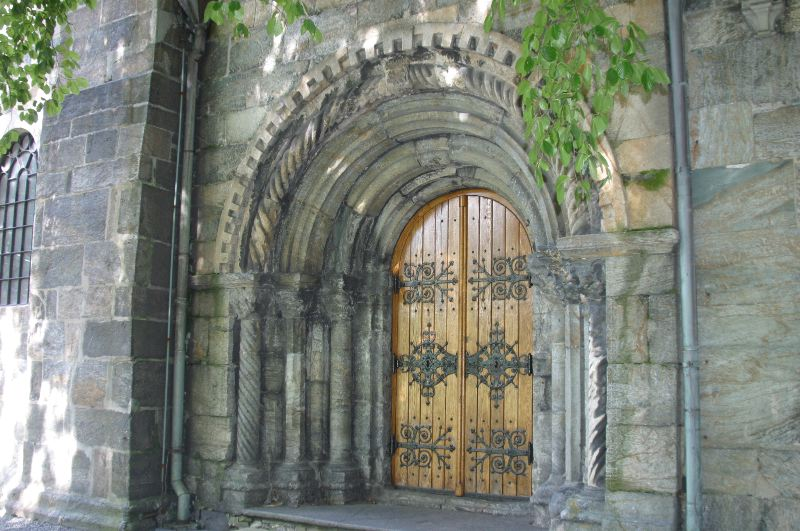
Südportal

Die Basilika ist dreischiffig. Vor dem Mittelschiff liegt ein langgezogener Rechteckchor. Da er auch gotische Formen aufweist, entstammt er wohl teilweise dem Wiederaufbau nach dem Brand von 1248. Auch die beiden Türme der Doppelturmfassade mussten nach diesem letzten Großbrand renoviert werden. Die Marienkirche ist eine der ganz wenigen Gemeindekirchen in Norwegen, die eine Doppelturmfassade haben.
Die Kirche hat vier Zugänge. Haupteingang ist das Portal der Westfassade. Besonders prächtig gestaltet ist das Südportal, das aus dem 13. Jahrhundert stammt, aber noch rein romanische Formen aufweist.
Im Chor wurden in den 1930er Jahren Reste spätmittelalterlicher Fresken freigelegt.

## Ausstattung
Triptychon

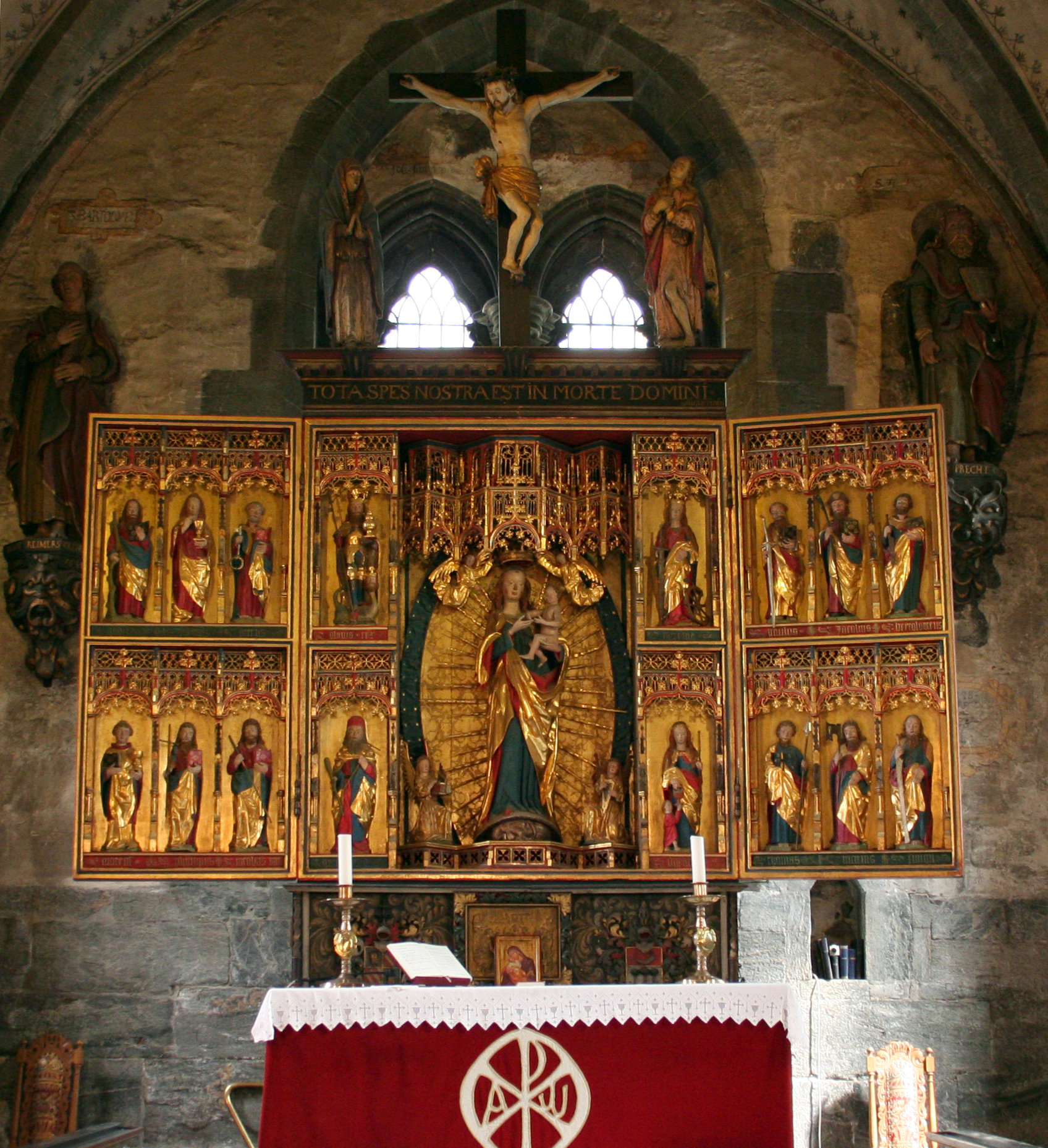
Spätmittelalterlicher Altar, wahrscheinlich aus Lübeck

Das Triptychon auf dem Marienaltar der Kirche ist eine spätmittelalterliche und wahrscheinlich Lübecker Arbeit aus dem späten 15. Jahrhundert. Neben Maria zeigt das Altarbild den norwegischen Nationalheiligen St. Olav, den Heiligen Antonius, die Heilige Katharina und St. Dorothea. Auf den Seitentafeln sind die Apostel (ohne Judas, stattdessen aber mit Paulus) dargestellt. Auf den Außenseiten der Tafeln sind Szenen aus dem Leben Jesu zu sehen. Der Altar überstand die Reformation, weil die Marienkirche einen Sonderstatus genoss. Der dänisch-norwegische König ließ in norwegischen Kirchen sonst fast sämtliche Bilder und Statuen entfernen, die etwas mit dem römisch-katholischen Kultus zu tun hatten.
Kanzel

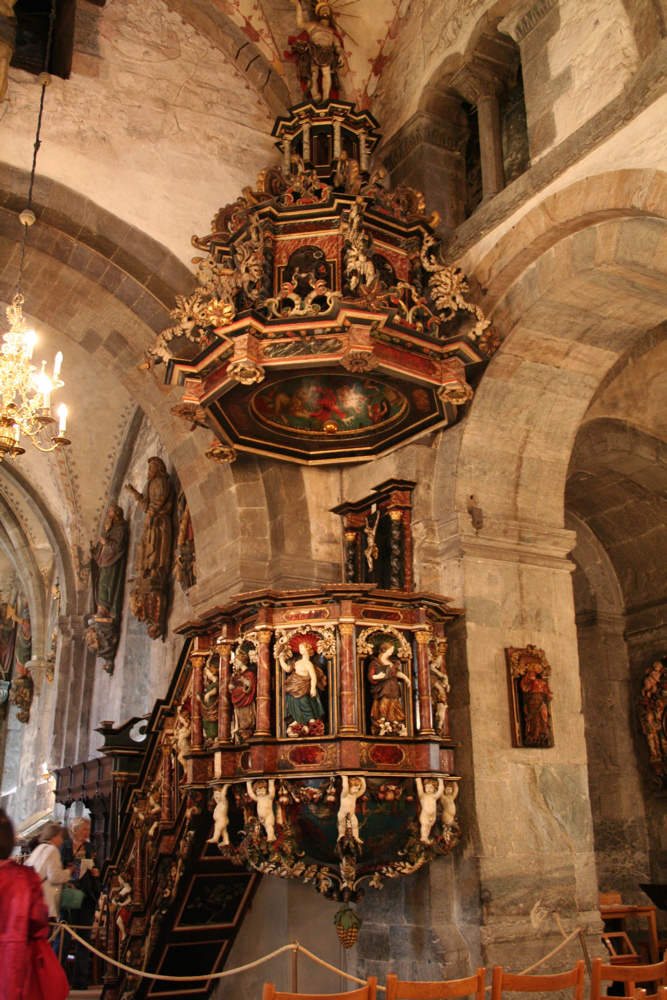
Barocke Kanzel

Die barocke Kanzel wurde der Kirche 1676 von einer Gruppe reicher Kaufleute gestiftet. Ihr Schalldeckel und die Kanzel selbst sind reich dekoriert, der Korpus der Kanzel mit acht Frauenfiguren, die acht der neun christlichen Tugenden verkörpern.
Apostelfiguren
In der Kirche befinden sich 15 lebensgroße Barockfiguren von 1634. Sie stellen die Apostel, Paulus, Johannes den Täufer und Mose dar. 13 Figuren sind im Chor aufgestellt, die beiden letztgenannten an der Westwand der Kirche.
Grabstätten
Die zahlreichen Grabplatten im Chor wurden hier 1930 eingebracht und zeugen – wie auch die Grabinschriften des kleinen Friedhofs vor der Kirche – in deutscher Sprache von Pfarrern, Kaufleuten und Kapitänen. Eine Reihe von Gemälden in der Kirche, Porträts und Familienporträts, sind Epitaphien von Personen, die mit der Marienkirche verbunden waren.

## Orgel
Die Orgel wurde 2015 von Weimbs Orgelbau errichtet. Das Schleifladen-Instrument hat 30 Register auf zwei Manualwerken und Pedal. Die Spieltrakturen sind mechanisch, die Registertrakturen elektrisch.
| I Hauptwerk C–g3 |       |
| Bourdon          | 16′   |
| Principal        | 8′    |
| Viola da Gamba   | 8′    |
| Rohrflöte        | 8′    |
| Octave           | 4′    |
| Spitzflöte       | 4′    |
| Quinte           | 2 ⁄3′ |
| Octave           | 2′    |
| Kornett III      | 2 ⁄3′ |
| Mixur IV         | 1 ⁄3′ |
| Trompete         | 8′    |
| Tremulant        |       |

| II Schwellwerk C–g3 |        |
| Gedackt             | 8′     |
| Quintadena          | 8′     |
| Salicional          | 8′     |
| Unda Maris          | 8′     |
| Principal           | 4′     |
| Rohrflöte           | 4′     |
| Nasat               | 2 ⁄3′  |
| Superoctave         | 2′     |
| Terz                | 1 3⁄5′ |
| Larigot             | 1 ⁄3′  |
| Mixtur III          | 1′     |
| Basson/Chalumeau    | 8′     |
| Tremulant           |        |

| Pedal C–f1    |     |
| Principalbass | 16′ |
| Subbass       | 16′ |
| Oktavbass     | 8′  |
| Gedecktbass   | 8′  |
| Octave        | 4′  |
| Posaune       | 16′ |
| Trompete      | 8′  |

- Koppeln: II/I, I/P, II/P.

## Bedeutung
Die Kirche ist ein Kulturdenkmal.
In vielen Darstellungen ist zu lesen, dass die Kirche das älteste noch erhaltene Gebäude der Stadt sei. Jedoch gehen Archäologen davon aus, dass eine unscheinbare Kapelle in der Innenstadt von Bergen, nahe dem Busbahnhof, einige Jahre vor der Marienkirche erbaut wurde. 